# HC Nieuwkoop
HC Nieuwkoop is een Nederlandse hockeyclub uit Nieuwkoop. De club werd opgericht op 20 december 1971.
Heren 1 speelde in het seizoen 2011/12 in de Tweede klasse van de KNHB, maar degradeerde in dat seizoen naar de Derde klasse. In het seizoen 2019/20 spelen ze in de Vierde klasse. Dames 1 speelt eveneens in de Vierde klasse.